# Ardisia smaragdina
Ardisia smaragdina är en viveväxtart som beskrevs av Pitard. Ardisia smaragdina ingår i släktet Ardisia och familjen viveväxter. Inga underarter finns listade i Catalogue of Life.